# Psilacron discolor
Psilacron discolor är en fjärilsart som beskrevs av William Schaus 1911. Psilacron discolor ingår i släktet Psilacron och familjen tandspinnare. Inga underarter finns listade.